# Franz Walter Stahlecker
Franz Walter Stahlecker (10 octobre 1900 – 23 mars 1942), criminel de guerre nazi, était le premier commandant de l'Einsatzgruppe A, SS-Führer et chef de la police du Reichskommissariat Ostland. Stahlecker a commandé jusqu'à sa mort le plus meurtrier des quatre Einsatzgruppen. Cette section était active dans les pays baltes et dans le nord de la Russie soviétique, acteur de la Shoah par balles. Il a ensuite été remplacé par Heinz Jost.

## Origines: famille aisée et doctorat en droit
Franz Walter Stahlecker est né à Sternenfels, Allemagne le 10 octobre 1900, dans une famille aisée du Wurtemberg, au sud-ouest de l'Allemagne. Il étudie à la très réputée université de Tübingen, où il obtient en 1927 un doctorat en droit. De ces années d'études datent les liens qu'il tisse avec Martin Sandberger, Erich Ehrlinger ou Eugen Steimle, avec qui, sous le régime nazi, il participe à des opérations de meurtres de masse. Il se marie en 1932.

## Débuts dans l'appareil nazi
Le 1er mai 1932, Stahlecker rejoint le NSDAP (no 3.219.015) et la SS (no 73.041). 
En mai 1933, il rejoint la police politique. Le 14 mai 1934, il est nommé à la tête de la police politique de son Land de Wurtemberg. 
Le 11 mai 1937, il devient chef du bureau principal de la Gestapo à Breslau (Leiter der Staatspolizeileitstelle Breslau). 
Le 18 novembre 1933, il entre au SD (police secrète et service de renseignement de la SS). 
À la suite de l'Anschluss il est nommé inspecteur de la Police de Sécurité (Inspekteur der Sicherheitspolizei et Chef du SD pour Autriche SD in Österreich). Est nommé auprès de lui comme conseiller aux affaires juives Adolf Eichmann ; Stahlecker conserve ce poste après avoir été promu Standartenführer SS (Colonel SS). 
Le 2 juin 1939, il est nommé responsable du SIPO - SD pour le protectorat de Bohème-Moravie (Befehlshaber der Sicherheitspolizei und des SD im Protektorat Böhmen und Mähren), sous les ordres du Brigadeführer SS (Général de Brigade SS) Karl Hermann Frank. 
En septembre 1939, il prépare avec Eichmann la déportation vers la région de Cracovie des Juifs de Bohême-Moravie. 
De mai 1940 à novembre 1940, Stahlecker occupe ce poste de BdS (Befehlshaber der Sicherheitspolizei und des SD) à Oslo, en Norvège. Heinrich Fehlis lui succéda à l'automne 1940.

## Court passage aux Affaires étrangères
Ses divergences de vues avec le chef de l'Office Central de Sécurité du Reich (Resichssicherheitshauptamt RSHA), le Gruppenführer SS Heydrich, l'ont incité à passer au Ministère des Affaires étrangères (Auswärtiges Amt). Du 14 novembre 1940 au 18 juin 1941, le docteur en droit Stahlecker y exerce les fonctions de Conseiller ministériel (Ministerialrat im Auswärtigen Amt).

## Haut responsable opérationnel des meurtres de masse: premier chef de l'EinsatzgruppeA

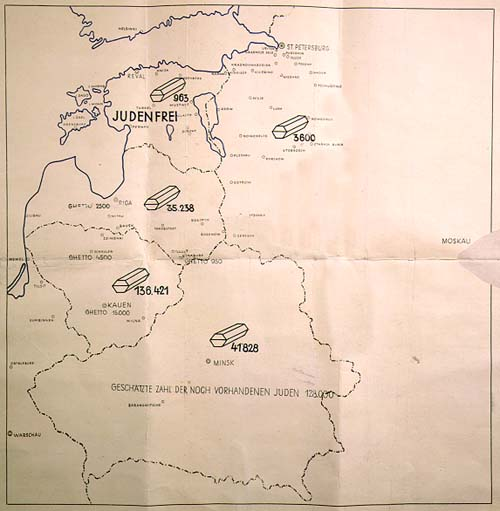
Carte issue du rapport adressé au RSHA à Berlin par Stahlecker intitulé "Exécutions des Juifs menées par l'Einsatzgruppe A". Sur l'Estonie est portée la mention "Judenfrei" (Littéralement, selon la terminologie nazie : "vide (ou libre) de Juifs").

Devenu SS-Brigadeführer und Generalmajor der Polizei (Général de Brigade de la SS et de la Police) le 6 février 1941, Stahlecker prend le commandement de l'Einsatzgruppe A le 22 juin 1941, dans l'espoir de poursuivre sa carrière au sein du très puissant Reichssicherheitshauptamt (RSHA).
À la suite de la rupture du pacte germano-soviétique et du déclenchement de l'opération Barbarossa, l'Einsatzgruppe A est chargé d'intervenir en arrière du Groupe d'armée Nord, et d'opérer des États baltes et des régions nord de la Russie jusqu'à Léningrad. Comme les 3 autres Einsatzgruppen, l'unité mobile dirigée par Stahlecker avait, en théorie, deux missions principales. D'une part, elle était chargée de recueillir tous témoignages, informations et documents relatifs aux personnes et organismes considérés comme dangereux pour le régime nazi. D'autre part, elle avait pour mission d'éliminer tout opposant, résistant ou franc-tireurs, ainsi que tout responsable local ou dirigeant politique. En fait, rapidement, le comportement des Einsatzgruppen évolua vers des pratiques généralisée d'expulsion et de traques aux fins de massacres.

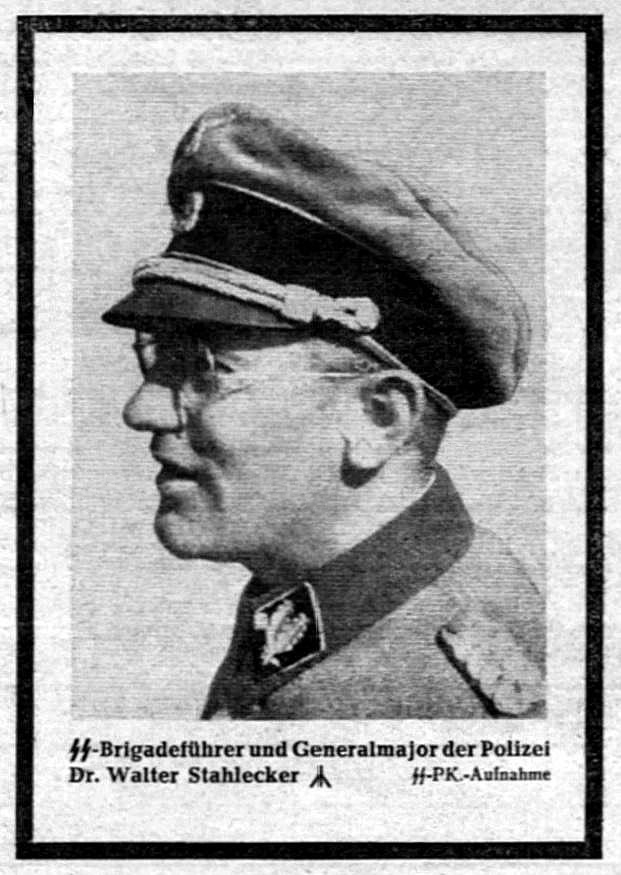
Stahlecker, SS-Brigadführer et général de division de la police, commandant de l'Einsatzgruppe A

Dès le 1er juillet 1941, l'Einsatzgruppe A recevait le soutien et l'appui à ses côtés du Letton Viktors Arājs, qui créa et prit la tête du « Sonderkommando Arājs ». À la tête de l'Einsatzgruppe A, Stahlecker a revendiqué l'annihilation de dizaines de milliers de Juifs et de Tsiganes, indistinctement hommes, femmes, enfants et vieillards, ainsi que le massacre et l'exécution systématique de communistes et autres « indésirables » tombés entre les mains de ses troupes. À l'hiver 1941/1942, Stahlecker rapporta à Berlin que l'Einsatzgruppe A avait assassiné environ 249 420 Juifs.
À ce titre, Stahlecker doit être considéré comme un acteur important des crimes contre l'humanité commis par le régime nazi, dont la Shoah par balles. Son action s'inscrit dans la logique exterminatrice de l'idéologie nazie, tant dans son aspect raciste (contre les Untermenschen) que dans sa démarche impérialiste vers l'Est (Ostsiedlung).
Fin novembre 1941, Stahlecker a été nommé Commandant de la SS et de la Police du Reichskommissariat Ostland (Befehlshaber der Sicherheitspolizei und des Sicherheitsdienstes in Ostland). En cette qualité de BdS Ostland, les pouvoirs de Stahlecker s'étendaient sur les territoires de l'Estonie, de la Lettonie et de la Lituanie.

## Fin: tué par les partisans en 1942
Gravement blessé à Krasnogvardeisk, en Russie, lors d'un accrochage avec des partisans soviétiques, Stahlecker fut transporté dans un train hôpital où il mourut le 23 mars 1942 .